# Três Corações
Três Corações is een gemeente en stad in de Braziliaanse deelstaat Minas Gerais. De gemeente werd gesticht in 1760 door de Portugees Tomé Martins da Costa. Het aantal inwoners steeg in de periode 1992 tot 2016 van 58.245 tot 78.474. De oppervlakte bedraagt 828 km². Três Corações is Portugees voor 'Drie Harten'.
De stad ligt op 287 kilometer van Belo Horizonte, 295 km van São Paulo en op ongeveer 300 km van Rio de Janeiro.
Três Corações is de geboorteplaats van de legendarische voetballer Pelé. Er staat een standbeeld van Pelé en zijn geboortehuis is een museum.

## Geboren
- Carlos Luz (1894-1961), president van Brazilië (1955)
- Edson Arantes do Nascimento, "Pelé" (1940-2022), voetballer

## Galerij

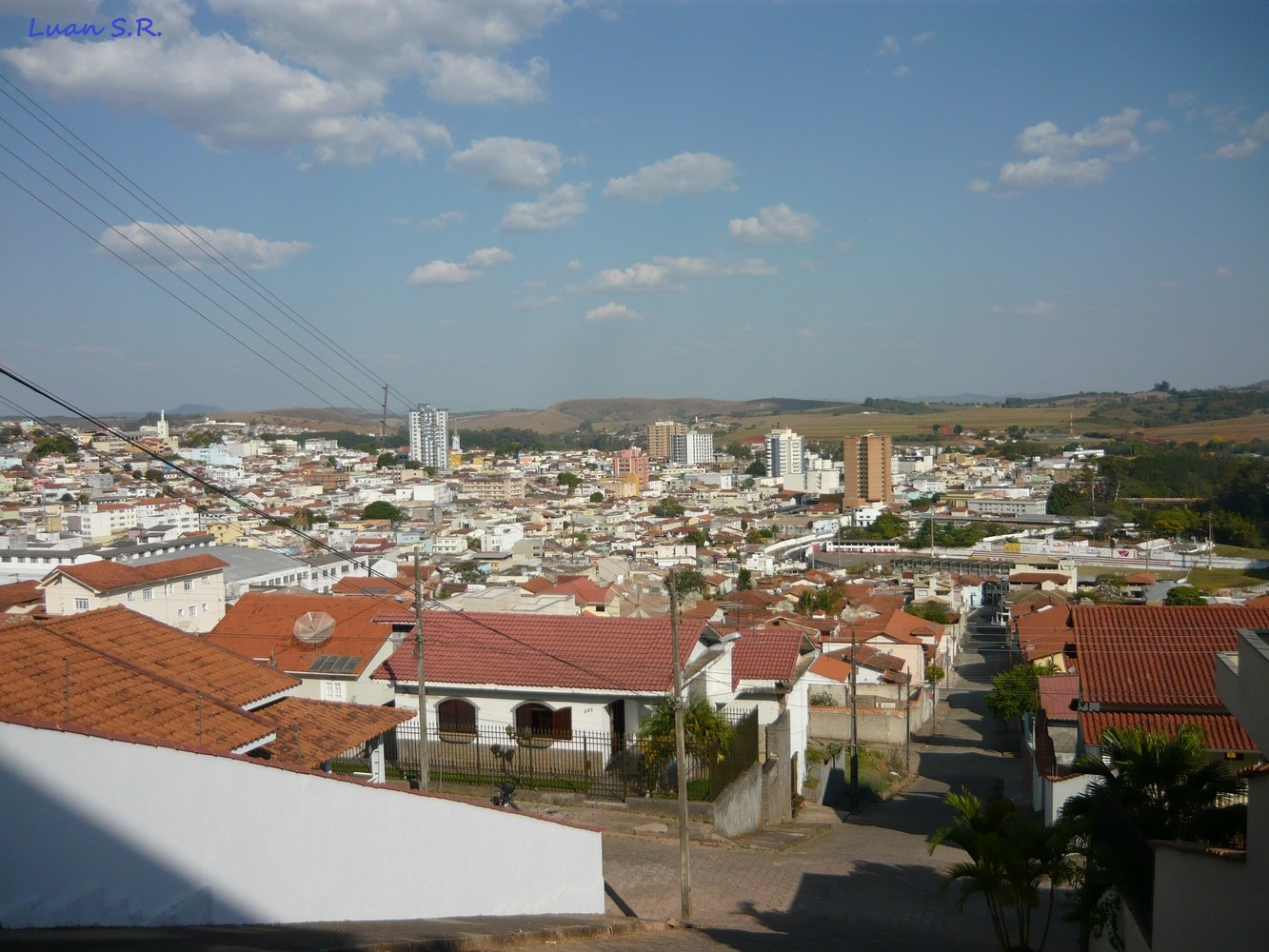
Uitzicht op een deel van Três Corações
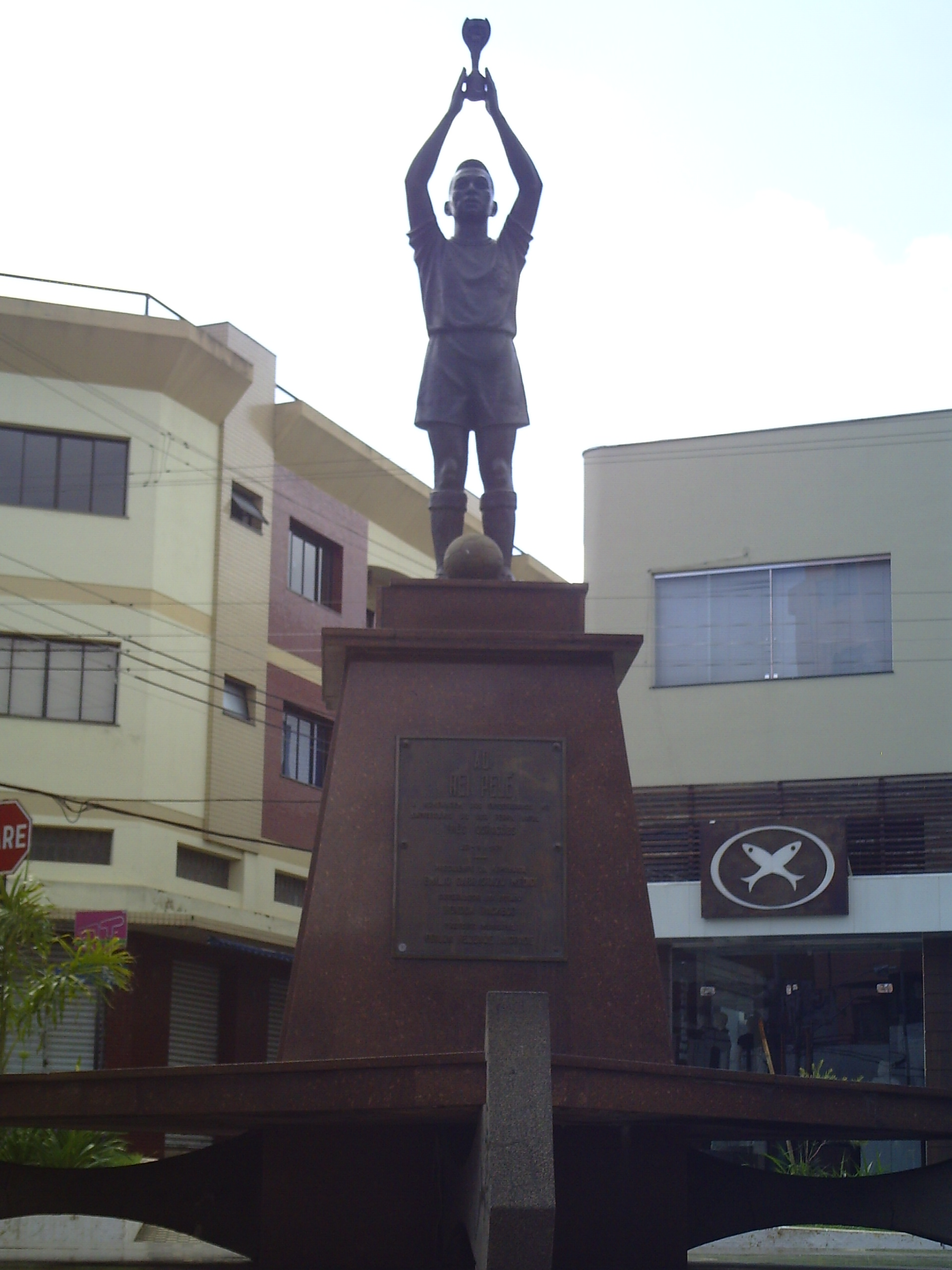
Standbeeld voor Pelé in Três Corações